# Rádio e Televisão Académica de Moçambique
A RTVAM - Rádio e Televisão Académica de Moçambique é um canal de televisão moçambicano de domínio privado, integrado na Universidade Alberto Chipande, propriedade da Globalvisa Protocolos, Lda. 

## História
Inicia-se depois de aprovada, atravês do ofício n.67/RERD/DEGF/DRT/INCM, de 15 de dezembro de 2015, do Instituto Nacional das Comunicações de Moçambique (INCM), com objectivo o desenvolvimento da sociedade no domínio da comunicação por meio de conteúdos académicos, informativos e de entretenimento.

## Acontecimentos
- Em 2018, O Instituto Superior de Ciências e Tecnologia Alberto Chipande, da UniAC, na Beira, lançou o seu primeiro filme educativo sobre HIV/SIDA. O filme com a duração de oitenta minutos, retrata uma história de factos reais de um casal em que o marido empresário envolvia-se com trabalhadoras de sexo sem proteção. “O objetivo do filme é para incentivar a mudança de comportamento e aderência aos serviços do TARV”, disse Mabor Mestiço, mentor do filme.[3]
- No final do dia 11 de outubro de 2023, no decorrer da cobertura do evento das eleições autárquicas moçambicanas, na cidade da Beira, foi agredido por agentes da Unidade de Intervenção Rápida - UIR, o repórter Leonardo Limane, «depois de ter filmado um grupo de cidadãos que se recusavam ir para casa... porque queriam controlar o processo de contagem de votos», tendo o repórter ficado com «entorse e inflamação na zona do tornozelo do pé», o caso foi condenado pela Media Institute of Southern Africa (MISA). [4]